# Reydon (Oklahoma)
Reydon – miejscowość w Stanach Zjednoczonych, w stanie Oklahoma, w hrabstwie Ottawa.